# Petar Hristov
Petar Hristov (tiếng Bulgaria: Петър Христов; sinh 25 tháng 6 năm 1999) là một cầu thủ bóng đá Bulgaria thi đấu ở vị trí tiền đạo cho Pirin Blagoevgrad.
Ngày 9 tháng 9 năm 2017, Hristov ghi bàn thắng đầu tiên cho Pirin tring chiến thắng 5–0 trước Lokomotiv Plovdiv.